# Corinna mexicana
Corinna mexicana is een spinnensoort uit de familie van de loopspinnen (Corinnidae).
De wetenschappelijke naam van de soort werd in 1898 als Hypsinotus mexicanus gepubliceerd door Nathan Banks.